# Fox Corporation
Fox Corporation er et amerikansk massemedieselskab med hovedkontor i New York City. Virksomheden blev dannet i 2019 som et resultat af The Walt Disney Companys opkøb og overtagelse af 21st Century Fox. Dele af 21st Century Fox's aktiver blev erhvervet og fordelt mellem forskellige Disney-enheder (datterselskaber), mens de resterende aktiver blev udskilt i et nyt uafhængigt selskab ved navn Fox Corporation. Det nye selskab, Fox Corporation, er et børsnoteret selskab, der begyndte at handle den 1. januar 2019 på den amerikanske børs. Virksomheden er registeret og stiftet i Delaware.
Selskabet har flere aktieklasse (A- og B-aktier), hvor A-aktierne har begrænset stemmerettigheder sammenlignet med B-aktierne. Selskabet kontrolleres af Murdoch-familien, som gennem bl.a. en familiefond ejer 39,6% af selskabets B-aktierne, mens Rupert Murdoch personligt også ejer 40,1% af selskabets B-aktier (i henhold til selskabsrapporter fra 2020). Rupert Murdoch deler posten som bestyrelsesformand i selskabet med hans søn, Lachlan Murdoch, der også fungerer som administrerende direktør for selskabet.
Fox Corp. beskæftiger sig primært inden for tv-, nyheds- og sportsudsendelsesindustrien. Selskabet ejer bl.a. Fox Broadcasting Company, Fox News og Fox Sports. Søsterselskab News Corp, som også kontrolleres af Murdoch-familien, ejer forskellige trykte medier og interesser i andre medieaktiver.